# Cargovec
Cargovec falu Horvátországban, Varasd megyében. Közigazgatásilag  Zamlacsszentvidhez tartozik.

## Fekvése
Varasdtól 6 km-re délnyugatra, községközpontjától Vidovectől 1 km-re keletre a Drávamenti-síkságon fekszik.

## Története
A település első említése 1479-ben Bárthory István országbírónak a csázmai káptalannak Varasd város határai 1470.évi kiigazításáról szóló oklevelét megerősítő oklevelében található, melyben a település még "Zwnethyncz" alakban szerepel. A török korban a népesség számát sokban befolyásolta a török lovasságtól való állandó félelem. 1599-ben a pestis pusztította a falu lakosságát. Az elpusztultak helyére Pakrac környékéről telepítettek be jobbágyokat. 1682-ben a pestis újabb hulláma tört rá Varasd környékére, ezúttal Stájerországból. Harminc évvel később, 1712-ben újabb pestisjárvány következett, mely ezúttal Magyarországról érkezett, az 1731-es járvány pedig főként az állatállományt sújtotta. A háborús idők elmúltával a  település is fejlődésnek indult. 
A falu a 16. századig egyházilag Zamlača Szent Ulrik plébániájához tartozott. A vidoveci plébánia létezéséről 1574-ből van először adatunk. 1857-ben 178, 1910-ben 329 lakosa volt. A falu 1920-ig Varasd vármegye Varasdi járásához tartozott, majd a Szerb-Horvát Királyság része lett.  2001-ben a falunak 111 háza és 427 lakosa volt. 

## Külső hivatkozások
- Vidovec község hivatalos oldala
- A vidoveci plébánia honlapja